# Case STX Steiger
Case STX Steiger — трактор с шарнирно-сочленённой рамой производимый Steiger Tractor и поставляемый на рынок под маркой Case. Тракторы могут иметь как колёсную ходовую часть, так и гусеничные тележки с треугольной гусеничной лентой, устанавливаемые вместо колёс. Производятся на заводе в Фарго (Северная Дакота), где уже построено 50 тысяч таких машин. Тракторы могут экипироваться двигателями от 368 л.с. (274 кВТ) до 589 л.с. (439 кВт).

## Характеристики
- Рабочий объём применяемых двигателей: 9–15 л[1].
- Максимальная мощность применяемых двигателей: 368 л.с. (274 кВт)–589 л.с. (439 кВт).
- Запас по крутящему моменту: 35–40%.
- Объём топливного бака: 758 л – 1'138 л.
- Сцепной вес (колёсные модификации): 17'960 кг – 24'494 кг.
- Сцепной вес (гусеничные модификации): 26'308 кг.
- Колёсная база: 3,53 м – 3,91 м.
- 12-скоростная коробка передач[2].
- 3 передачи заднего хода.
- Максимальная скорость: 30 км/ч при режиме работы двигателя 2100 об/мин.
- Максимальная скорость заднего хода: 14,7 км/ч.
- Производится в Фарго, Северной Дакоте.

## Модели
- STX325 Accusteer
- STX375 Quadtrac
- STX380 Quadtrac
- STX440 Quadtrac
- STX450 Quadtrac
- STX480 Quadtrac
- STX500 Quadtrac
- STX530 Quadtrac
- STX535 Quadtrac
- STX550 Quadtrac
- STX600 Quadtrac[3]

## Галерея

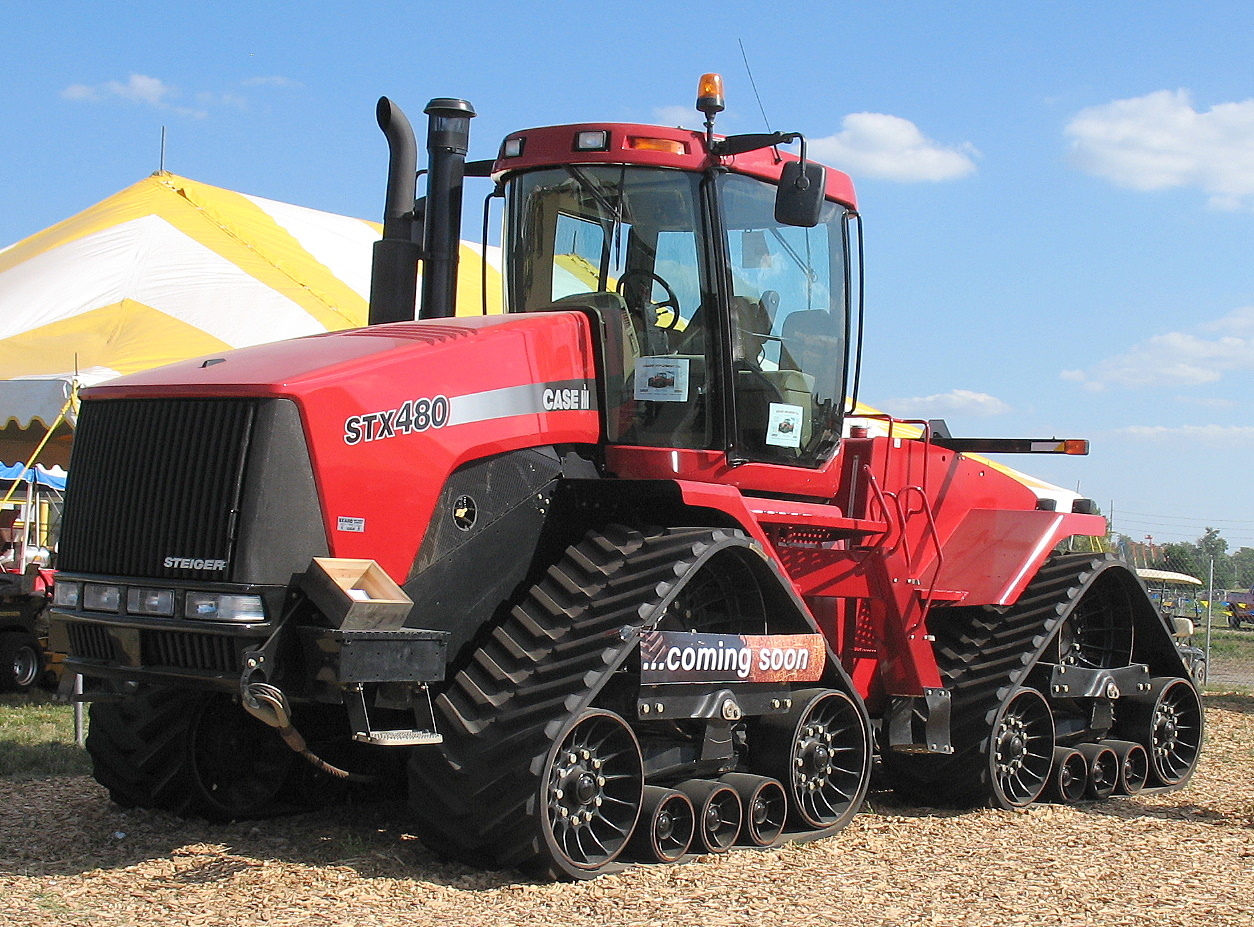
STX480
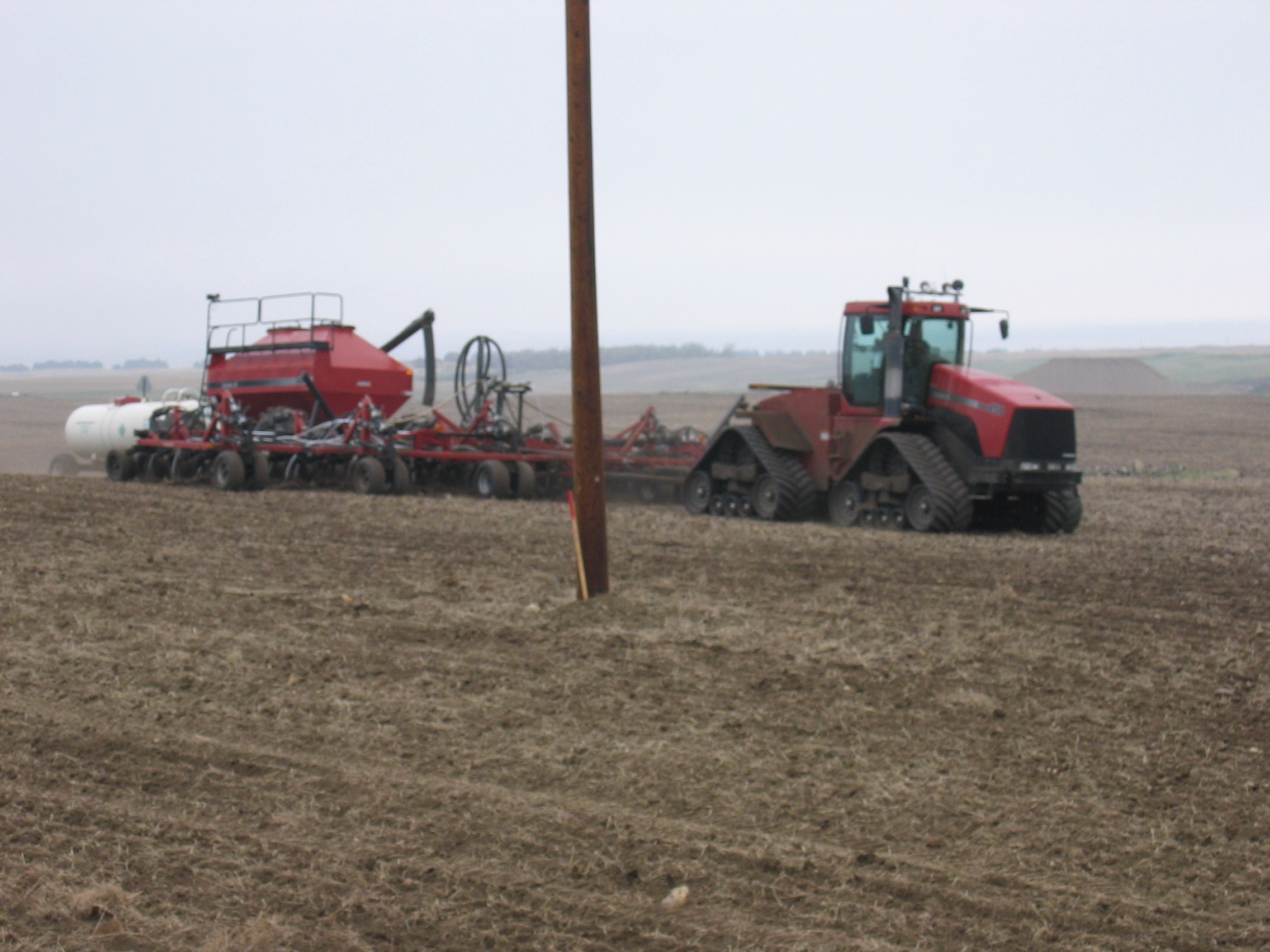

## Trivia
- В 2005 году трактор STX500 установил мировой рекорд в соревнованиях по 24-часовой пахоте.[4]
- Был представлен в передаче Top Gear,[5] где один из ведущих — Ричард Хаммонд — выбрал STX Steiger для использования в нескольких испытаниях (и в конечном счёте в пахоте). На тракторе по Тестовому треку Топ Гир проехал Стиг, с итоговым временем 4:49,1 [6] — самым медленным временем круга на Треке.
- Данная линейка так же доступна от компании New Holland как модель TJ или T9000.